# Margaiostus
Margaiostus là một chi bọ cánh cứng trong họ 
Elateridae.
Chi này được miêu tả khoa học năm 1978 bởi Stibick.

## Các loài
Các loài trong chi này gồm:
- Margaiostus andicola (Fairmaire& Germain, 1860)
- Margaiostus glacialis (Van Dyke, 1932)
- Margaiostus grandicollis (LeConte, 1863)
- Margaiostus grandicollis (LeConte, 1863)
- Margaiostus magellanicus (Blanchard, 1845)
- Margaiostus valens (Fall, 1934)